# Eryka Mondry
Eryka Mondry-Kost (ur. 18 stycznia 1940 w Nowym Bytomiu) – polska gimnastyczka, trener, olimpijka z Rzymu 1960.
Zawodniczka Pogoni Nowy Bytom w latach 1951–1964 oraz Legii Warszawa (od roku 1965). Mistrzyni Polski w:
- wieloboju indywidualnie w roku 1960
- ćwiczeniach na równoważni w roku 1960
- wieloboju drużynowym w latach 1956–1958, 1960.

Na igrzyskach olimpijskich w 1960 roku zajęła:
- 5. miejsce w wieloboju drużynowym
- 26. miejsce w ćwiczeniach na równoważni
- 32. miejsce w wieloboju indywidualnym
- 35. miejsce w ćwiczeniach wolnych
- 47. miejsce w ćwiczeniach na poręczach
- 54. miejsce w skoku przez konia